# Campionati norvegesi di sci alpino 2023
I Campionati norvegesi di sci alpino 2023 si sono svolti a Trysil il 25 e il 26 marzo; il programma includeva gare di discesa libera, supergigante, slalom gigante, slalom speciale e combinata, sia maschili sia femminili, ma le discese libere, i supergiganti e le combinate sono state annullate. 
Trattandosi di competizioni valide anche ai fini del punteggio FIS, vi hanno potuto partecipare anche sciatori di altre federazioni, senza che questo consentisse loro di concorrere al titolo nazionale norvegese.

## Risultati

### Uomini

#### Discesa libera
La gara, in programma il 23 marzo, è stata annullata.

#### Supergigante
La gara, in programma il 24 marzo, è stata annullata.

#### Slalom gigante
| Pos. | Atleta                     | Nazione  | Tempo   |
| ---- | -------------------------- | -------- | ------- |
| 1    | Alexander Steen Olsen      | Norvegia | 1:51,80 |
| 2    | Rasmus Windingstad         | Norvegia | 1:52,09 |
| 3    | Henrik Kristoffersen       | Norvegia | 1:52,60 |
| 4    | Lucas Braathen             | Norvegia | 1:53,06 |
| 5    | Fredrik Møller             | Norvegia | 1:53,09 |
| 6    | Leif Kristian Haugen       | Norvegia | 1:53,65 |
| 7    | Hermann Fjeldavlie Linberg | Norvegia | 1:53,95 |
| 8    | Fabian Wilkens Solheim     | Norvegia | 1:54,04 |
| 9    | Timon Haugan               | Norvegia | 1:54,21 |
| 10   | Kaspar Kindem              | Norvegia | 1:54,22 |

Data: 26 marzo

#### Slalom speciale
| Pos. | Atleta                   | Nazione  | Tempo   |
| ---- | ------------------------ | -------- | ------- |
| 1    | Lucas Braathen           | Norvegia | 1:57,47 |
| 2    | Henrik Kristoffersen     | Norvegia | 1:58,19 |
| 3    | Oscar Andreas Sandvik    | Norvegia | 1:58,35 |
| 4    | Alexander Steen Olsen    | Norvegia | 1:59,76 |
| 5    | Sebastian Foss Solevåg   | Norvegia | 1:59,92 |
| 6    | Halvor Hilde Gunleiksrud | Norvegia | 2:00,06 |
| 7    | Hans Grahl-Madsen        | Norvegia | 2:00,42 |
| 8    | Johs Bråthen Herland     | Norvegia | 2:01,21 |
| 9    | Victor Rygh Kjelsli      | Norvegia | 2:01,70 |
| 10   | Eirik Schau Giskås       | Norvegia | 2:01,86 |

Data: 25 marzo

#### Combinata
La gara, in programma il 23 marzo, è stata annullata.

### Donne

#### Discesa libera
La gara, in programma il 23 marzo, è stata annullata.

#### Supergigante
La gara, in programma il 24 marzo, è stata annullata.

#### Slalom gigante
| Pos. | Atleta                    | Nazione  | Tempo   |
| ---- | ------------------------- | -------- | ------- |
| 1    | Thea Louise Stjernesund   | Norvegia | 1:50,18 |
| 2    | Andrine Mårstøl           | Norvegia | 1:52,14 |
| 3    | Bianca Bakke Westhoff     | Norvegia | 1:52,31 |
| 4    | Mina Fürst Holtmann       | Norvegia | 1:52,44 |
| 5    | Maria Therese Tviberg     | Norvegia | 1:52,49 |
| 6    | Pernille Dyrstad Lydersen | Norvegia | 1:52,56 |
| 7    | Marte Monsen              | Norvegia | 1:52,62 |
| 8    | Anine Thoresen            | Norvegia | 1:53,01 |
| 9    | Madeleine Sylvester-Davik | Norvegia | 1:53,06 |
| 10   | Pia Sylvester-Davik       | Norvegia | 1:53,24 |

Data: 26 marzo

#### Slalom speciale
| Pos. | Atleta                    | Nazione  | Tempo   |
| ---- | ------------------------- | -------- | ------- |
| 1    | Thea Louise Stjernesund   | Norvegia | 2:03,18 |
| 2    | Andrine Mårstøl           | Norvegia | 2:03,93 |
| 3    | Bianca Bakke Westhoff     | Norvegia | 2:03,95 |
| 4    | Mina Fürst Holtmann       | Norvegia | 2:04,18 |
| 5    | Kristin Lysdahl           | Norvegia | 2:04,39 |
| 6    | Anine Thoresen            | Norvegia | 2:05,08 |
| 7    | Maria Therese Tviberg     | Norvegia | 2:05,17 |
| 8    | Mariel Kufaas             | Norvegia | 2:05,53 |
| 9    | Pia Sylvester-Davik       | Norvegia | 2:07,16 |
| 10   | Pernille Dyrstad Lydersen | Norvegia | 2:10,54 |

Data: 25 marzo

#### Combinata
La gara, in programma il 23 marzo, è stata annullata.